# Krascheninnikovia ceratoides
Espèce
Krascheninnikovia ceratoides est une espèce de plante de la famille des Chenopodiaceae.